# Karl Hohenberg
Karl Hohenberg (* 12. Februar 1862 in Vradist, Ungarn; † 21. November 1950 in Wien) war ein österreichischer Politiker der Sozialdemokratischen Arbeiterpartei (SdP).

## Ausbildung und Beruf
Karl Hohenberg lernte den Beruf des Taschners.

## Politische Funktionen
- 1883: Obmann der Gewerkschaft der Taschner, Sattler und Riemer

## Politische Mandate
- 5. Juni 1919 bis 9. November 1920: Mitglied der Konstituierenden Nationalversammlung, SdP
- 11. November 1924 bis 1. Oktober 1930: Mitglied des Nationalrates (II. und III. Gesetzgebungsperiode), SdP